# Dez Fafara
Bradley James 'Dez' Fafara (nascido em 12 de maio de 1966) é o atual vocalista da banda DevilDriver, e também integrante da banda Coal Chamber.
No dia 26 de setembro de 2011 foi anunciado que o Coal Chamber se reuniria para tocar no Australia's Soundwave Festival no começo de 2012. Em outubro de 2012 Dez anuncial que o Coal Chamber estava trabalhando em um novo material inédito.
Fafara participou do álbum Enslaved da banda Soulfly na música Redemption of Man by God.

## Ligações Externas
- DevilDriver Vocalist Dez Fafara